# نيكولاس ألوين
نيكولاس ألوين (13 يونيو 1938 - ) (بالإنجليزية: Nicholas Alwyn)‏ هو لاعب كريكت بريطاني. لعب مع نادي جامعة كامبريدج للكريكيت ‏.